# تامر حسنی
تامر حسنی شریف عباس (زاده ۱۶ اوت ۱۹۷۷) بازیگر و خواننده مصری است و از پر افتخارترین خوانندگان مصری معاصر محسوب می‌شود. او در شهر قاهره در مصر زندگی می‌کند. او از پدری مصری، خواننده شریف وائل حسنی، و مادری سوری زاده شده‌است. در سال ۲۰۱۲ با بسمه بوسیل، برنده برنامه استار آکادمی از مراکش ازدواج کرد که بسمه بعد از ازدواج از دنیای موسیقی کناره‌گیری کرد.

## تحصیلات
فارغ‌التحصیل رشته موسیقی و رسانه از دانشگاه قاهره

## جوایز
| سال کسب جایزه | جایزه                                                            | نام جشنواره                  |
| ------------- | ---------------------------------------------------------------- | ---------------------------- |
| ۲۰۰۲          | بیشترین فروش آلبوم                                               | Nile Variety Channel         |
| ۲۰۰۳          | بهترین آهنگ عاشقانه " قولی بحبک "                                | Nogoom FM Radio Station      |
| ۲۰۰۴          | بهترین آهنگ " عیونه دار "                                        | Nogoom FM Radio Station      |
| ۲۰۰۴          | بهترین بازیگر " حالة الحب "                                      | National Arts Organization   |
| ۲۰۰۵          | بهترین خواننده                                                   | Horreyati Magazine           |
| ۲۰۰۵          | بهترین خواننده                                                   | Dear Guest                   |
| ۲۰۰۶          | بهترین خواننده در خاورمیانه                                      | Dear Guest                   |
| ۲۰۰۶          | بهترین خواننده و بهترین آهنگ                                     | TV & Radio Festival          |
| ۲۰۰۷          | بهترین خواننده در خاورمیانه                                      | Dear Guest                   |
| ۲۰۰۷          | بهترین در مجله دیر گوست                                          | Dear Guest                   |
| ۲۰۰۷          | بهترین خواننده و بهترین آلبوم                                    | Mobinil Music Awards         |
| ۲۰۰۷          | بهترین خواننده و بهترین آهنگ                                     | Middle East Radio Station    |
| ۲۰۰۷          | موفق‌ترین هنرمند                                                  | Akhbar El Negoum Magazine2   |
| ۲۰۰۷          | محبوب‌ترین خواننده                                                | The Mediterranean Festival   |
| ۲۰۰۷          | ستاره سال                                                        | Charisma Magazine            |
| ۲۰۰۷          | بهترین خواننده سال                                               | Charisma Magazine            |
| ۲۰۰۷          | بیشترین هوادار                                                   | Charisma Magazine            |
| ۲۰۰۷          | محبوب‌ترین هنرمند                                                 | Shashaty Magazine            |
| ۲۰۰۸          | بهترین خواننده                                                   | Middle East Music Awards     |
| ۲۰۰۸          | بهترین آلبوم سال " قرب کمان "                                    | Middle East Music Awards     |
| ۲۰۰۸          | بهترین بازیگر سال                                                | ART Festival                 |
| ۲۰۰۸          | یکی از ۱۰ فرد مورد نفوذ در جهان عرب                              | Variety Magazine             |
| ۲۰۰۸          | یکی از ۱۰ فرد مورد نفوذ در سینمای عرب                            | Variety Magazine             |
| ۲۰۰۹          | بهترین خواننده عرب                                               | Arab Sounds Awards           |
| ۲۰۰۹          | بهترین آهنگ سال                                                  | Arab Sounds Awards           |
| ۲۰۰۹          | بهترین موزیک ویدیو سال                                           | Arab Sounds Awards           |
| ۲۰۱۰          | بهترین خواننده قاره آفریقا                                       | African Music Award 2010     |
| ۲۰۱۰          | بهترین فیلمنامه سینمای عرب برای فیلم " نور عینی "                | USA                          |
| ۲۰۱۰          | بهترین خواننده قرن در جهان عرب                                   | Arab Sounds Awards           |
| ۲۰۱۰          | بهترین خواننده/بهترین آلبوم/بهترین آهنگ                          | Arab Sounds Awards (Holland) |
| ۲۰۱۱          | مشهورترین هنرمند                                                 | Dawsha Fan                   |
| ۲۰۱۲          | بهترین هنرمند عرب                                                | Dear Guest                   |
| ۲۰۱۲          | بهترین آهنگ سال " الی جای احلی "                                 | Dear Guest                   |
| ۲۰۱۲          | بُت عرب                                                           | st.john's university NY      |
| ۲۰۱۳          | بهترین هنرمند کامل (بازیگر و خواننده و آهنگساز و …) در خاورمیانه | Mima Music Awards            |
| ۲۰۱۳          | بهترین خواننده سال                                               | Mima Music Awards            |

## موسیقی

### معرفی آلبوم‌ها
- حب

حب اولین آلبوم تامر حسنی بود که در سال ۲۰۰۵ میلادی منتشر شد. ویدیو آهنگ " قرب حبیبی " یکی از عوامل موفقیت آلبوم حب بود
- عنیا یتحبک

این آلبوم در سال ۲۰۰۶ میلادی منتشر شد و فروش خوبی در کشور مصر داشت
- یا بنت الایه

پایان ماه مارس سال ۲۰۰۷ میلادی تامر حسنی سومین آلبوم خود را با نام " یا بنت الایه " منتشر کرد. این آلبوم ۱۳ آهنگ داشت.
بسیاری معتقدند که این آلبوم سکوی پرتاب موفقیت تامر حسنی در عرصه موسیقی بود.
- الجنه فی بیوتنا

اولین آلبوم دینی، اسلامی تامر در سال ۲۰۰۷
- قرب کمان

در سال ۲۰۰۸ تامر حسنی چهارمین آلبوم خود را با نام قرب کمان منتشر کرد. اینبار این آلیوم نه تنها در کشور مصر بلکه در جهان عرب فروش بالایی داشت.
- هاعیش حیاتی

در سال ۲۰۰۹ پنجمین آلبوم تامر حسنی به نام " هاعیش حیاتی " منتشر شد. در این آلبوم یک آهنگ به زبان انگلیسی به نام Come Back To Me وجود دارد که اولین آهنگ انگلیسی تامر حسنی است. این آلبوم اولین همکاری تامر با شرکت "عالم الفن" بود
- اخترت صح

دومین همکاری تامر با محسن جابر رئیس شرکت "عالم الفن" در سال ۲۰۱۰
- اللی جای احلی

سومین همکاری تامر با عالم الفن در سال ۲۰۱۱، همکاری تامر و "بسمه بوسیل" در آهنگ متسالنیش، این آلبوم در هفته اول فروش جزء پرفروش‌ترین البوم‌ها در مصر بود
- مینی آلبوم عمر و سلمی ۳

شامل ترانه‌های فیلم عمر و سلمی ۳ که در سال ۲۰۱۱ توسط شرکت "عالم الفن" عرضه شد
- مینی آلبوم smile

همکاری تامر و شاگی در ۲۰۱۱ در آهنگ زیبای smile
که جزء پرفروش‌ترین کارهای تامر بود
- بحبک انت

در سال ۲۰۱۳، در روزهای اول فروش با فروش بی‌سابقه ای مواجه شد
این آلبوم شامل ترانه‌های زیبایی همچون "بحبک انت ، مجنون انا، حد شبهه، یا بخت اللی هتحبیه و …" است. این آلبوم همکاری مجدد تامر با "نصر محروس" رئیس شرکت "Free music" بود.
- تک‌آهنگ "سی السید"

همکاری تامر و "Snoop Dog"، ترانه ای تلفیقی از سبک شرقی و موسیقی غربی
اسنوپ برای اولین بار در این ترانه به زبان عربی جملاتی خواند و لباس محلی مصری پوشید
موزیک ویدیوی این ترانه در لس آنجلس و در منزل بازیگر معروف "مرلین مونرو" ضبط شد
- آهنگ "فارس العربی"

همکاری مشترک تامر و "اکون" و "پیتبول" در ۲۰۱۳، ضبط موزیک ویدیوی این ترانه در میامی آمریکا به اتمام رسیده و در آلبوم آینده تامر با نام "welcome to the life" عرضه خواهد شد
- تک‌آهنگ "الموضوع فیک"

شامل متن زیبا و موسیقی بی نظیر، در اولین روزهای سال ۲۰۱۴ طی برنامه ای دربارهٔ سرگذشت هنری تامر با نام " رحله صعود" پخش شد
، تک‌آهنگ «یا ساتر یا رب»
در ماه ژوئن ۲۰۱۴ در صفحه یوتیوب و فیس بوک تامر پخش شد

### آلبوم‌ها
| Year | Album           | Label     |
| ---- | --------------- | --------- |
| ۲۰۰۴ | حب              | FreeMusic |
| ۲۰۰۶ | عنیا بتحبک      | FreeMusic |
| ۲۰۰۷ | یابنت الایه     | FreeMusic |
| ۲۰۰۷ | الجنه فی بیوتنا | FreeMusic |
| ۲۰۰۸ | قرب کمان        | FreeMusic |
| ۲۰۰۹ | هاعیش حیاتی     | عالم الفن |
| ۲۰۱۰ | اخترت صح        | عالم الفن |
| ۲۰۱۱ | الی جای احلا    | عالم الفن |
| ۲۰۱۳ | بحبک انت        | FreeMusic |
| ۲۰۱۶ | عمری إبتدا      | Rotana    |
| ۲۰۱۷ | عیش بشوقک       | Rotana    |

## فیلم‌شناسی
- حالة حب
- سید العاطفی
- عمر وسلمی
- کابتن هیما
- عمر وسلمی ۲
- نور عینی
- عمر وسلمی ۳
- سریال آدم ۲۰۱۱
- سریال فرق توقیت ۲۰۱۴[۲]